# 민족풍속도
《민족풍속도》는 MBC에서 1981년 10월 8일부터 1982년 10월 14일까지 방영한 주간드라마이다.

## 등장 인물
- 최불암
- 정애란
- 정혜선
- 정욱
- 전운
- 이대근
- 이영후
- 김용건
- 고두심
- 이효춘
- 전양자
- 이혜숙
- 김상순
- 김소원
- 홍성민
- 박원숙
- 현석
- 신국
- 김종엽
- 김성녀
- 박규채
- 김석옥
- 박경현
- 변희봉
- 이묵원
- 정진
- 최봉
- 박종관
- 신충식
- 홍민우
- 나성균
- 서영애
- 김순경
- 김명희
- 남능미
- 김윤경
- 박영지
- 김애경
- 남영진
- 김웅철
- 이운우
- 홍성선
- 김동주
- 최명길
- 오혜영
- 이민영
- 홍중기
- 김주영
- 한미영
- 최명수
- 지계순
- 김영옥
- 나문희
- 이수나
- 이미영
- 김정
- 한영숙
- 방훈
- 김길호
- 국정환
- 박광남
- 박상조
- 박은수
- 조경환
- 임현식
- 이계인
- 유인촌
- 문회원
- 임정하
- 손창호
- 전인택
- 김호영
- 강인덕
- 한인수
- 백인철
- 김성찬
- 박윤배
- 홍순창
- 송경철
- 임채무
- 김동현
- 진유영
- 길용우
- 박병훈
- 오승룡
- 박희우
- 윤창우
- 정태섭
- 김두삼
- 최선균
- 윤순홍
- 이창환
- 송기윤
- 김성일
- 이순규
- 사상기
- 김영님
- 전희룡
- 장보규
- 신성균
- 정혜옥
- 정은숙
- 홍애리
- 서창숙
- 차윤희
- 최은숙
- 송일권
- 박영태
- 신명철
- 윤문식
- 김철화
- 박상우
- 임문수
- 임영규
- 안재은
- 조한려
- 이금복
- 김해숙
- 신신애
- 이숙
- 송옥숙
- 김용선
- 나영희
- 김화란
- 이미지
- 박순천
- 김청
- 김혜정
- 이휘향
- 홍진희
- 박성미
- 최지원
- 김용승
- 김철화
- 박재호
- 강태호
- 임미미
- 이상숙
- 나정옥
- 박희정
- 정은숙
- 윤혜영
- 유경숙
- 정성모